# Bruno Stagnaro
Bruno Stagnaro (Buenos Aires, 15 de juny de 1973) és un cineasta argentí, fill del també director Juan Bautista Stagnaro. Entre les pel·lícules que ha filmat es destaca la multipremiada Pizza, birra, faso, de 1997. Stagnaro és també molt reconegut pel seu treball com a escriptor i director de la clàssica sèrie de televisió Okupas, per la qual va ser guardonat amb el premi Martín Fierro al millor director de la televisió argentina de l'any 2000.
Actualment Stagnaro es troba filmant una versió per a televisió de la icònica historieta El Eternauta (de HGO i Solano Lopez), la qual és produïda i llançada mundialment per Netflix.

## Filmografia

### Director
- Historias de Argentina en vivo, documental (2001)
- Pizza, birra, faso, llargmetratge (1997)
- Guarisove, los olvidados, curtmetratge (1995)

### Guionista
- Pizza, birra, faso (1998)
- Policía corrupto (1996)
- Guarisove, los olvidados, curtmetratge, (1995)

### Intèrpret
- Casas de fuego (1995)
- Debajo del mundo (1987)

### Productor
- El amateur (1999)
- Pizza, birra, faso (1998)

## Televisió

### Director
- El Eternauta sèrie de televisió (2022)
- Un gallo para Esculapio, sèrie de televisió (2017)
- Un viaje a Malvinas, documental per televisió (2016)
- Impostores, minisèrie (2009)
- Escuelas Argentinas, sèrie documental per televisió (2009)
- Hoy me desperté, telefilm (2006)
- Okupas, minisèrie (2000)

### Guionista
- Un gallo para Esculapio (2017)
- Impostores (2009)
- Hoy me desperté (2006)
- Okupas (2000)

## Premis i nominacions
| Premis Cóndor de Plata | Premis Cóndor de Plata                      | Premis Cóndor de Plata  | Premis Cóndor de Plata | Premis Cóndor de Plata |
| Any                    | Categoria                                   | Treball Nominat         | Resultat               | Ref.                   |
| ---------------------- | ------------------------------------------- | ----------------------- | ---------------------- | ---------------------- |
| 1999                   | Millor pel·lícula                           | Pizza, birra, faso      | Guanyador              | [ 4 ] [ 5 ]            |
| 1999                   | Millor opera prima                          | Pizza, birra, faso      | Guanyador              | [ 4 ] [ 5 ]            |
| 1999                   | Millor director                             | Pizza, birra, faso      | Nominat                | [ 4 ] [ 5 ]            |
| 1999                   | Millor guió original                        | Pizza, birra, faso      | Guanyador              | [ 4 ] [ 5 ]            |
| 2018                   | Millor audiovisual per plataformes digitals | Un gallo para Esculapio | Pendent                | [ 6 ]                  |

| Premis Martín Fierro | Premis Martín Fierro         | Premis Martín Fierro    | Premis Martín Fierro | Premis Martín Fierro |
| Any                  | Categoria                    | Treball Nominat         | Resultat             | Ref.                 |
| -------------------- | ---------------------------- | ----------------------- | -------------------- | -------------------- |
| 2001                 | Millor unitari i/o minisèrie | Okupas                  | Guanyador            | [ 7 ]                |
| 2001                 | Millor director              | Okupas                  | Guanyador            | [ 7 ]                |
| 2018                 | Millor unitari i/o minisèrie | Un gallo para Esculapio | Guanyador            | [ 8 ]                |
| 2018                 | Millor director              | Un gallo para Esculapio | Guanyador            | [ 8 ]                |
| 2018                 | Millor autor/llibretista     | Un gallo para Esculapio | Guanyador            | [ 8 ]                |

| Premis Tato | Premis Tato               | Premis Tato             | Premis Tato | Premis Tato |
| Any         | Categoria                 | Treball Nominat         | Resultat    | Ref.        |
| ----------- | ------------------------- | ----------------------- | ----------- | ----------- |
| 2017        | Millor ficció unitari     | Un gallo para Esculapio | Guanyador   | [ 9 ]       |
| 2017        | Millor direcció de ficció | Un gallo para Esculapio | Guanyador   | [ 9 ]       |
| 2017        | Millor guió de ficció     | Un gallo para Esculapio | Guanyador   | [ 9 ]       |

| Premis Konex | Premis Konex                 | Premis Konex      | Premis Konex | Premis Konex |
| Any          | Categoria                    | Treball Nominat   | Resultat     |              |
| ------------ | ---------------------------- | ----------------- | ------------ | ------------ |
| 2021         | Millor director de televisió | Període 2011-2020 | Guanyador    |              |